# Ternstroemia pungens
Ternstroemia pungens är en tvåhjärtbladig växtart som beskrevs av Henry Allan Gleason. Ternstroemia pungens ingår i släktet Ternstroemia och familjen Pentaphylacaceae. Inga underarter finns listade i Catalogue of Life.